# رييكا

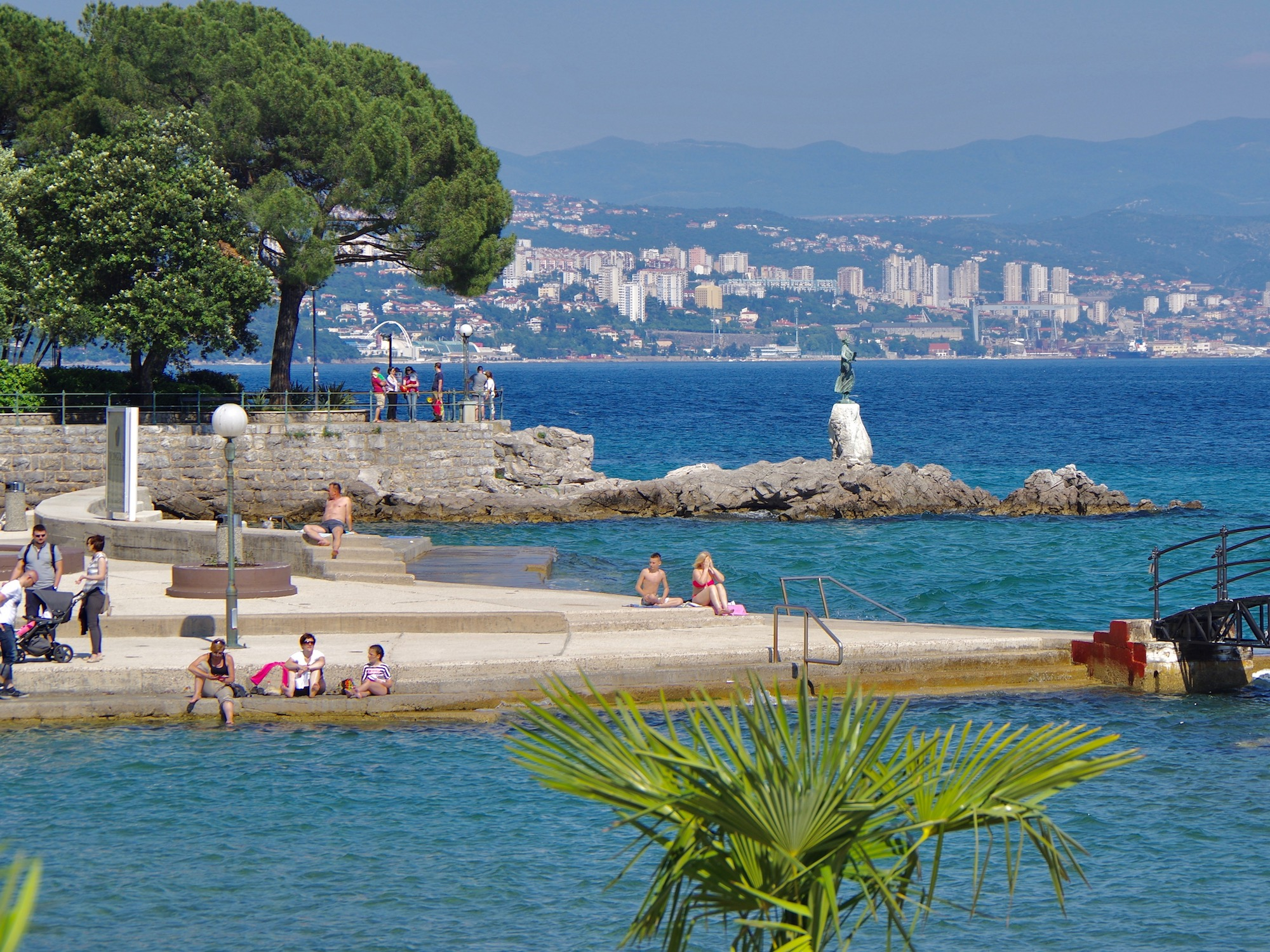
رييكا

رييكا (بالكرواتية: Rijeka) هي ثالث أكبر مدينة في كرواتيا (بعد زغرب وسبليت) ومينائها الرئيسي. تطل في على خليج كفرنر في البحر الأدرياتيكي. في عام 2011 بلغ عدد سكانها 128,735 نسمة. حوالي 80% من سكانها هم من الكروات في حين يشكّل الصرب 6% والإيطاليون حوالي 2%.
تاريخياً, لأجل موقع رييكا الاستراتيجي، حصل نزاع عنيف بين إيطاليا والمجر (والمعروف أن ميناء رييكا يعتبر الميناء الأكثر أهمية لمملكة المجر).

## جغرافياً
تقع رييكا غرب من كرواتيا, تقع على بعد 131 كيلومتر جنوب العاصمة زغرب.

## توأمة
لرييكا اتفاقيات توأمة مع كل من:
- بيتولا
- فاينزا (16 سبتمبر 1983 - )[8]
- استي
- جنوة (13 أكتوبر 2004 - )
- روستوك (1966 - )
- نويس (1990 - )
- ليوبليانا
- كاواساكي
- يالطا
- ستنيي
- تشينغداو
- بيتسبرغ
- باليرمو
- مدينة ميتروبوليتان جنوة (13 أكتوبر 2004 - )
- غدانسك

## أعلام
- كوليندا غرابار كيتاروفيتش
- ميرزا دجومبا
- مارسيل زيجانتي
- بوسكو بالابان
- ماريو فارلين
- أودون فون هورفات
- ميشال روجر
- بيتار راداكوفتش
- بيلي نيلسون

## وصلات خارجية
- الموقع الرسمي